# Molanna taprobane
Molanna taprobane är en nattsländeart som beskrevs av Oliver S. Flint Jr. 1973. Molanna taprobane ingår i släktet Molanna och familjen skivrörsnattsländor. Inga underarter finns listade i Catalogue of Life.